# Coupe du monde de natation FINA 2013
Navigation
Édition 2012 Édition 2014
L'édition 2013 de la Coupe du monde de natation FINA, la 24e, se dispute durant les mois d'août, octobre et novembre.
Les étapes programmées sur les continents asiatique et européen sont au nombre de 8.
Cette édition est sponsorisée par l'équipementier français Arena. Omega est le chronométreur officiel.

## Étapes
| Dates             | Lieu      | Résultats |
| ----------------- | --------- | --------- |
| 7 au 8 août       | Eindhoven |           |
| 10 au 11 août     | Berlin    |           |
| 12 au 13 octobre  | Moscou    |           |
| 17 au 18 octobre  | Dubaï     |           |
| 20 au 21 octobre  | Doha      |           |
| 5 au 6 novembre   | Singapour |           |
| 9 au 10 novembre  | Tokyo     |           |
| 13 au 14 novembre | Pékin     |           |

## Notation Coupe du monde
À chacune des étapes du circuit 2013 de la Coupe du monde, la table de notation FINA est utilisée afin de classer l'ensemble des performances réalisées lors de la réunion sportive. Les 3 meilleurs nageurs et les 3 meilleurs nageuses se voient attribuer des points, selon le tableau ci-dessous. Par ailleurs, des points de bonus sont attribués pour un record du monde battu (20 points) ou égalé (10 points).
| Classement Points FINA | Points attribués Coupe du monde |
| ---------------------- | ------------------------------- |
| 1                      | 24                              |
| 2                      | 18                              |
| 3                      | 12                              |

Des points ont également attribués à chaque nageur ayant remporté une médaille dans une épreuve individuelle suivant le tableau ci-dessous.
| Médaille | Points attribués Coupe du monde |
| -------- | ------------------------------- |
| Or       | 12                              |
| Argent   | 9                               |
| Bronze   | 6                               |

## Records du monde battus
Le tableau ci-dessous liste les douze records du monde battus au cours de la compétition.
| Date            | Discipline         | Phase  | Nouveau détenteur      | Nouveau temps | Ancien détenteur    | Ancien temps  | Année |
| --------------- | ------------------ | ------ | ---------------------- | ------------- | ------------------- | ------------- | ----- |
| 7 août 2013     | 200 m quatre nages | Séries | Katinka Hosszú         | 2 min 4 s 39  | Julia Smit          | 2 min 4 s 60  | 2009  |
| 7 août 2013     | 200 m quatre nages | Finale | Katinka Hosszú         | 2 min 3 s 20  | Katinka Hosszú      | 2 min 4 s 39  | 2013  |
| 7 août 2013     | 50 m nage libre    | Finale | Ranomi Kromowidjojo    | 23 s 24       | Marleen Veldhuis    | 23 s 25       | 2008  |
| 7 août 2013     | 200 m papillon     | Finale | Chad le Clos           | 1 min 49 s 04 | Kaio Almeida        | 1 min 49 s 11 | 2009  |
| 8 août 2013     | 100 m quatre nages | Séries | Katinka Hosszú         | 57 s 73       | Hinkelien Schreuder | 57 s 74       | 2009  |
| 8 août 2013     | 100 m quatre nages | Finale | Katinka Hosszú         | 57 s 50       | Katinka Hosszú      | 57 s 73       | 2013  |
| 10 août 2013    | 800 m nage libre   | Finale | Mireia Belmonte García | 7 min 59 s 34 | Camille Muffat      | 8 min 1 s 06  | 2012  |
| 11 août 2013    | 100 m quatre nages | Séries | Katinka Hosszú         | 57 s 45       | Katinka Hosszú      | 57 s 50       | 2013  |
| 11 août 2013    | 400 m quatre nages | Finale | Katinka Hosszú         | 4 min 20 s 85 | Julia Smit          | 4 min 21 s 04 | 2009  |
| 11 août 2013    | 400 m nage libre   | Finale | Mireia Belmonte García | 3 min 54 s 52 | Camille Muffat      | 3 min 54 s 85 | 2012  |
| 12 octobre 2013 | 100 m brasse       | Finale | Rūta Meilutytė         | 1 min 2 s 36  | Rebecca Soni        | 1 min 2 s 70  | 2009  |
| 5 novembre 2013 | 200 m papillon     | Finale | Chad le Clos           | 1 min 48 s 56 | Chad le Clos        | 1 min 49 s 04 | 2013  |

## Classement

### Hommes
| Place | Nom                | Nationalité       | Points attribués | Points attribués | Points attribués | Points attribués | Points attribués | Points attribués | Points attribués | Points attribués | Total |
| Place | Nom                | Nationalité       | EIN              | BER              | MOS              | DUB              | DOH              | SIN              | TOK              | PEK              | Total |
| ----- | ------------------ | ----------------- | ---------------- | ---------------- | ---------------- | ---------------- | ---------------- | ---------------- | ---------------- | ---------------- | ----- |
| 1     | Chad le Clos       | Afrique du Sud    | 74               | 54               | 69               | 69               | 66               | 104              | 75               | 63               | 574   |
| 2     | Vladimir Morozov   | Russie            | 33               | 54               | 54               | 54               | 45               | 63               | 42               | 69               | 414   |
| 3     | Robert Hurley      | Australie         | 21               | 24               | 51               | 45               | 39               | 36               | 36               | 33               | 285   |
| 4     | Roland Schoeman    | Afrique du Sud    | 21               | 36               | 33               | 24               | 33               | 21               | 18               | 27               | 213   |
| 5     | Kenneth To         | Australie         | 27               | 21               | 51               | 39               | 54               | -                | -                | -                | 192   |
| 6     | Dániel Gyurta      | Hongrie           | 39               | 45               | -                | -                | -                | 36               | 45               | 24               | 189   |
| 7     | Thomas Shields     | États-Unis        | 15               | 12               | 18               | 54               | 57               | -                | 9                | 21               | 186   |
| 8     | Myles Brown        | Afrique du Sud    | 18               | 6                | 30               | 24               | 27               | 18               | -                | 21               | 144   |
| 9     | Paweł Korzeniowski | Pologne           | -                | 15               | 24               | 15               | 21               | 18               | 6                | 12               | 111   |
| 9     | George Bovell      | Trinité-et-Tobago | 30               | 6                | 12               | 15               | 6                | 18               | 15               | 9                | 111   |

### Femmes
| Place | Nom                    | Nationalité      | Points attribués | Points attribués | Points attribués | Points attribués | Points attribués | Points attribués | Points attribués | Points attribués | Total |
| Place | Nom                    | Nationalité      | EIN              | BER              | MOS              | DUB              | DOH              | SIN              | TOK              | PEK              | Total |
| ----- | ---------------------- | ---------------- | ---------------- | ---------------- | ---------------- | ---------------- | ---------------- | ---------------- | ---------------- | ---------------- | ----- |
| 1     | Katinka Hosszú         | Hongrie          | 161              | 121              | 102              | 90               | 105              | 96               | 84               | 81               | 840   |
| 2     | Alia Atkinson          | Jamaïque         | 30               | 27               | 21               | 57               | 39               | 54               | 27               | 33               | 288   |
| 3     | Mireia Belmonte García | Espagne          | 15               | 82               | 33               | 39               | 18               | 27               | 24               | 42               | 280   |
| 4     | Daryna Zevina          | Ukraine          | 12               | 12               | 42               | 42               | 51               | 12               | 30               | 27               | 228   |
| 5     | Yuliya Efimova         | Russie           | -                | -                | 39               | 33               | 30               | 21               | 65               | -                | 188   |
| 6     | Sarah Sjöström         | Suède            | 21               | 6                | 60               | -                | -                | 33               | 33               | 30               | 183   |
| 6     | Emily Seebohm          | Australie        | 33               | 30               | -                | 42               | -                | 36               | 21               | 21               | 183   |
| 8     | Alicia Coutts          | Australie        | -                | -                | -                | -                | -                | 36               | 51               | 51               | 138   |
| 8     | Lauren Boyle           | Nouvelle-Zélande | 36               | 30               | -                | -                | -                | 24               | 24               | 24               | 138   |
| 10    | Ranomi Kromowidjojo    | Pays-Bas         | 62               | 24               | -                | 24               | 24               | -                | -                | -                | 134   |

## Vainqueurs par épreuve

### 50 m nage libre
| Étapes    | Hommes           | Hommes  |                     | Femmes       | Femmes |
| Étapes    | Vainqueur        | Temps   | Vainqueur           | Temps        |        |
| Eindhoven | Vladimir Morozov | 20 s 66 | Ranomi Kromowidjojo | 23 s 24 (RM) |        |
| Berlin    | Roland Schoeman  | 20 s 86 | Ranomi Kromowidjojo | 23 s 72      |        |
| Moscou    | Vladimir Morozov | 20 s 59 | Sarah Sjöström      | 24 s 20      |        |
| Dubaï     | Vladimir Morozov | 20 s 66 | Ranomi Kromowidjojo | 24 s 02      |        |
| Doha      | Vladimir Morozov | 21 s 03 | Ranomi Kromowidjojo | 23 s 69      |        |
| Singapour | Vladimir Morozov | 20 s 78 | Cate Campbell       | 23 s 85      |        |
| Tokyo     | Vladimir Morozov | 20 s 72 | Cate Campbell       | 23 s 47      |        |
| Pékin     | Vladimir Morozov | 20 s 91 | Cate Campbell       | 23 s 65      |        |

### 100 m nage libre
| Étapes    | Hommes           | Hommes  |                     | Femmes  | Femmes |
| Étapes    | Vainqueur        | Temps   | Vainqueur           | Temps   |        |
| Eindhoven | James Magnussen  | 45 s 60 | Ranomi Kromowidjojo | 51 s 54 |        |
| Berlin    | Vladimir Morozov | 45 s 74 | Ranomi Kromowidjojo | 51 s 28 |        |
| Moscou    | Vladimir Morozov | 45 s 68 | Sarah Sjöström      | 51 s 93 |        |
| Dubaï     | Vladimir Morozov | 45 s 84 | Ranomi Kromowidjojo | 52 s 48 |        |
| Doha      | Vladimir Morozov | 45 s 94 | Ranomi Kromowidjojo | 52 s 29 |        |
| Singapour | Vladimir Morozov | 45 s 67 | Cate Campbell       | 51 s 67 |        |
| Tokyo     | Vladimir Morozov | 45 s 65 | Cate Campbell       | 51 s 31 |        |
| Pékin     | Vladimir Morozov | 45 s 88 | Cate Campbell       | 51 s 59 |        |

### 200 m nage libre
| Étapes    | Hommes               | Hommes        |                 | Femmes        | Femmes |
| Étapes    | Vainqueur            | Temps         | Vainqueur       | Temps         |        |
| Eindhoven | Yannick Agnel        | 1 min 42 s 33 | Sarah Sjöström  | 1 min 52 s 26 |        |
| Berlin    | Yannick Agnel        | 1 min 41 s 26 | Femke Heemskerk | 1 min 52 s 25 |        |
| Moscou    | Paweł Korzeniowski   | 1 min 44 s 12 | Sarah Sjöström  | 1 min 53 s 76 |        |
| Dubaï     | Robert Hurley        | 1 min 44 s 12 | Katinka Hosszú  | 1 min 53 s 21 |        |
| Doha      | Paweł Korzeniowski   | 1 min 44 s 00 | Katinka Hosszú  | 1 min 53 s 53 |        |
| Singapour | Chad le Clos         | 1 min 42 s 29 | Emma McKeon     | 1 min 52 s 40 |        |
| Tokyo     | Thomas Fraser-Holmes | 1 min 42 s 56 | Katinka Hosszú  | 1 min 53 s 12 |        |
| Pékin     | Thomas Fraser-Holmes | 1 min 43 s 09 | Katinka Hosszú  | 1 min 53 s 82 |        |

### 400 m nage libre
| Étapes    | Hommes               | Hommes        |                        | Femmes             | Femmes |
| Étapes    | Vainqueur            | Temps         | Vainqueur              | Temps              |        |
| Eindhoven | Yannick Agnel        | 3 min 37 s 75 | Lauren Boyle           | 3 min 55 s 16      |        |
| Berlin    | Tyler Clary          | 3 min 36 s 86 | Mireia Belmonte García | 3 min 54 s 52 (RM) |        |
| Moscou    | Myles Brown          | 3 min 41 s 79 | Melani Costa Schmid    | 4 min 1 s 71       |        |
| Dubaï     | Robert Hurley        | 3 min 40 s 24 | Melani Costa Schmid    | 4 min 0 s 39       |        |
| Doha      | Robert Hurley        | 3 min 39 s 59 | Melani Costa Schmid    | 3 min 59 s 88      |        |
| Singapour | Robert Hurley        | 3 min 38 s 68 | Lauren Boyle           | 4 min 0 s 78       |        |
| Tokyo     | Thomas Fraser-Holmes | 3 min 38 s 39 | Lauren Boyle           | 3 min 57 s 68      |        |
| Pékin     | Thomas Fraser-Holmes | 3 min 39 s 86 | Shao Yiwen             | 3 min 58 s 92      |        |

### 1 500m (hommes) & 800 m (femmes) nage libre
| Étapes    | Hommes               | Hommes              |                        | Femmes             | Femmes |
| Étapes    | Vainqueur            | Temps               | Vainqueur              | Temps              |        |
| Eindhoven | Gregorio Paltrinieri | 14 min 27 s 65 (RC) | Lauren Boyle           | 8 min 1 s 22 (RC)  |        |
| Berlin    | Gregorio Paltrinieri | 14 min 30 s 74      | Mireia Belmonte García | 7 min 59 s 34 (RM) |        |
| Moscou    | Myles Brown          | 14 min 43 s 52      | Mireia Belmonte García | 8 min 19 s 55      |        |
| Dubaï     | Gregorio Paltrinieri | 14 min 36 s 25      | Mireia Belmonte García | 8 min 14 s 12      |        |
| Doha      | Myles Brown          | 14 min 36 s 19      | Mireia Belmonte García | 8 min 14 s 18      |        |
| Singapour | Myles Brown          | 14 min 56 s 94      | Lauren Boyle           | 8 min 10 s 80      |        |
| Tokyo     | Kōsuke Hagino        | 14 min 32 s 88      | Lauren Boyle           | 8 min 6 s 15       |        |
| Pékin     | Myles Brown          | 14 min 41 s 63      | Mireia Belmonte García | 8 min 7 s 59       |        |

### 4 × 50 m (mixte) nage libre
| Étapes    |           |               |
| Vainqueur | Temps     |               |
| Eindhoven | Australie | 1 min 29 s 31 |
| Berlin    | Pays-Bas  | 1 min 30 s 33 |
| Moscou    | Russie    | 1 min 33 s 01 |
| Dubaï     | Japon     | 1 min 32 s 52 |
| Doha      | France    | 1 min 31 s 14 |
| Singapour | Brésil    | 1 min 31 s 20 |
| Tokyo     | Australie | 1 min 29 s 61 |
| Pékin     | Australie | 1 min 30 s 52 |

### 50 m dos
| Étapes    | Hommes          | Hommes  |                      | Femmes  | Femmes |
| Étapes    | Vainqueur       | Temps   | Vainqueur            | Temps   |        |
| Eindhoven | Ashley Delaney  | 23 s 28 | Aya Terakawa         | 26 s 20 |        |
| Berlin    | Robert Hurley   | 23 s 20 | Aya Terakawa         | 26 s 06 |        |
| Moscou    | Robert Hurley   | 23 s 44 | Daryna Zevina        | 27 s 12 |        |
| Dubaï     | Robert Hurley   | 23 s 31 | Aleksandra Urbańczyk | 26 s 70 |        |
| Doha      | Jérémy Stravius | 22 s 99 | Aleksandra Urbańczyk | 26 s 49 |        |
| Singapour | Eugene Godsoe   | 23 s 12 | Emily Seebohm        | 26 s 70 |        |
| Tokyo     | Eugene Godsoe   | 23 s 07 | Etiene Medeiros      | 26 s 61 |        |
| Pékin     | Eugene Godsoe   | 23 s 07 | Elizabeth Simmonds   | 26 s 83 |        |

### 100 m dos
| Étapes    | Hommes                       | Hommes  |                | Femmes  | Femmes |
| Étapes    | Vainqueur                    | Temps   | Vainqueur      | Temps   |        |
| Eindhoven | Ashley Delaney Robert Hurley | 50 s 42 | Aya Terakawa   | 56 s 34 |        |
| Berlin    | Robert Hurley                | 50 s 01 | Aya Terakawa   | 56 s 10 |        |
| Moscou    | Robert Hurley                | 50 s 32 | Daryna Zevina  | 56 s 91 |        |
| Dubaï     | Thomas Shields               | 50 s 15 | Sayaka Akase   | 57 s 24 |        |
| Doha      | Thomas Shields               | 50 s 23 | Daryna Zevina  | 57 s 48 |        |
| Singapour | Eugene Godsoe                | 50 s 21 | Katinka Hosszú | 57 s 04 |        |
| Tokyo     | Eugene Godsoe                | 49 s 87 | Daryna Zevina  | 56 s 87 |        |
| Pékin     | Eugene Godsoe                | 50 s 15 | Emily Seebohm  | 57 s 22 |        |

### 200 m dos
| Étapes    | Hommes           | Hommes        |               | Femmes            | Femmes |
| Étapes    | Vainqueur        | Temps         | Vainqueur     | Temps             |        |
| Eindhoven | Radosław Kawęcki | 1 min 48 s 54 | Daryna Zevina | 2 min 2 s 04      |        |
| Berlin    | Radosław Kawęcki | 1 min 47 s 63 | Daryna Zevina | 2 min 0 s 81 (RE) |        |
| Moscou    | Ashley Delaney   | 1 min 54 s 21 | Daryna Zevina | 2 min 2 s 95      |        |
| Dubaï     | Radosław Kawęcki | 1 min 49 s 70 | Daryna Zevina | 2 min 1 s 66      |        |
| Doha      | Radosław Kawęcki | 1 min 48 s 93 | Daryna Zevina | 2 min 1 s 19      |        |
| Singapour | Eugene Godsoe    | 1 min 50 s 56 | Daryna Zevina | 2 min 2 s 32      |        |
| Tokyo     | Masaki Kaneko    | 1 min 49 s 76 | Daryna Zevina | 2 min 1 s 70      |        |
| Pékin     | Eugene Godsoe    | 1 min 51 s 29 | Daryna Zevina | 2 min 1 s 47      |        |

### 50 m brasse
| Étapes    | Hommes          | Hommes  |                | Femmes  | Femmes |
| Étapes    | Vainqueur       | Temps   | Vainqueur      | Temps   |        |
| Eindhoven | Roland Schoeman | 25 s 86 | Alia Atkinson  | 29 s 42 |        |
| Berlin    | Roland Schoeman | 25 s 65 | Alia Atkinson  | 29 s 31 |        |
| Moscou    | Roland Schoeman | 25 s 83 | Rūta Meilutytė | 28 s 89 |        |
| Dubaï     | Roland Schoeman | 25 s 96 | Yuliya Efimova | 29 s 27 |        |
| Doha      | Roland Schoeman | 25 s 89 | Yuliya Efimova | 29 s 22 |        |
| Singapour | Roland Schoeman | 25 s 68 | Alia Atkinson  | 28 s 94 |        |
| Tokyo     | Roland Schoeman | 26 s 12 | Alia Atkinson  | 29 s 06 |        |
| Pékin     | Roland Schoeman | 25 s 95 | Alia Atkinson  | 29 s 20 |        |

### 100 m brasse
| Étapes    | Hommes             | Hommes  |                       | Femmes            | Femmes |
| Étapes    | Vainqueur          | Temps   | Vainqueur             | Temps             |        |
| Eindhoven | Fabio Scozzoli     | 56 s 49 | Alia Atkinson         | 1 min 3 s 90      |        |
| Berlin    | Fabio Scozzoli     | 56 s 58 | Rikke Møller Pedersen | 1 min 3 s 74      |        |
| Moscou    | Kenneth To         | 58 s 42 | Rūta Meilutytė        | 1 min 2 s 36 (RM) |        |
| Dubaï     | Kenneth To         | 58 s 29 | Alia Atkinson         | 1 min 2 s 91      |        |
| Doha      | Vladimir Morozov   | 57 s 53 | Alia Atkinson         | 1 min 3 s 38      |        |
| Singapour | Dániel Gyurta      | 57 s 31 | Alia Atkinson         | 1 min 3 s 48      |        |
| Tokyo     | Christian Sprenger | 57 s 14 | Alia Atkinson         | 1 min 2 s 99      |        |
| Pékin     | Dániel Gyurta      | 57 s 34 | Alia Atkinson         | 1 min 3 s 81      |        |

### 200 m brasse
| Étapes    | Hommes               | Hommes            |                       | Femmes             | Femmes |
| Étapes    | Vainqueur            | Temps             | Vainqueur             | Temps              |        |
| Eindhoven | Dániel Gyurta        | 2 min 1 s 44 (RC) | Rikke Møller Pedersen | 2 min 17 s 05      |        |
| Berlin    | Dániel Gyurta        | 2 min 1 s 37 (RC) | Rikke Møller Pedersen | 2 min 15 s 93 (RE) |        |
| Moscou    | Vyacheslav Sinkevich | 2 min 5 s 61      | Yuliya Efimova        | 2 min 18 s 50      |        |
| Dubaï     | Michael Jamieson     | 2 min 6 s 68      | Yuliya Efimova        | 2 min 19 s 73      |        |
| Doha      | Michael Jamieson     | 2 min 5 s 93      | Kanako Watanabe       | 2 min 18 s 90      |        |
| Singapour | Dániel Gyurta        | 2 min 2 s 62      | Yuliya Efimova        | 2 min 18 s 33      |        |
| Tokyo     | Dániel Gyurta        | 2 min 1 s 30 (RC) | Yuliya Efimova        | 2 min 17 s 37      |        |
| Pékin     | Dániel Gyurta        | 2 min 3 s 09      | Motegi Mio            | 2 min 20 s 23      |        |

### 50 m papillon
| Étapes    | Hommes          | Hommes  |                       | Femmes  | Femmes |
| Étapes    | Vainqueur       | Temps   | Vainqueur             | Temps   |        |
| Eindhoven | Steffen Deibler | 22 s 17 | Jeanette Ottesen Gray | 24 s 87 |        |
| Berlin    | Roland Schoeman | 22 s 05 | Ilaria Bianchi        | 25 s 62 |        |
| Moscou    | Roland Schoeman | 22 s 36 | Sarah Sjöström        | 25 s 56 |        |
| Dubaï     | Roland Schoeman | 22 s 27 | Jeanette Ottesen Gray | 25 s 03 |        |
| Doha      | Roland Schoeman | 22 s 30 | Jeanette Ottesen Gray | 25 s 06 |        |
| Singapour | Chad le Clos    | 22 s 24 | Sarah Sjöström        | 25 s 34 |        |
| Tokyo     | Chad le Clos    | 22 s 26 | Sarah Sjöström        | 24 s 91 |        |
| Pékin     | Nicholas Santos | 22 s 13 | Sarah Sjöström        | 25 s 24 |        |

### 100 m papillon
| Étapes    | Hommes         | Hommes  |                       | Femmes       | Femmes |
| Étapes    | Vainqueur      | Temps   | Vainqueur             | Temps        |        |
| Eindhoven | Chad le Clos   | 49 s 08 | Jeanette Ottesen Gray | 55 s 97      |        |
| Berlin    | Thomas Shields | 49 s 01 | Jeanette Ottesen Gray | 55 s 94      |        |
| Moscou    | Chad le Clos   | 49 s 34 | Sarah Sjöström        | 57 s 04      |        |
| Dubaï     | Chad le Clos   | 49 s 14 | Jeanette Ottesen Gray | 56 s 47      |        |
| Doha      | Thomas Shields | 48 s 80 | Jeanette Ottesen Gray | 56 s 74      |        |
| Singapour | Chad le Clos   | 50 s 04 | Katinka Hosszú        | 56 s 58      |        |
| Tokyo     | Chad le Clos   | 49 s 01 | Alicia Coutts         | 55 s 30 (RC) |        |
| Pékin     | Chad le Clos   | 49 s 41 | Alicia Coutts         | 56 s 00      |        |

### 200 m papillon
| Étapes    | Hommes       | Hommes             |                        | Femmes       | Femmes |
| Étapes    | Vainqueur    | Temps              | Vainqueur              | Temps        |        |
| Eindhoven | Chad le Clos | 1 min 49 s 04 (RM) | Katinka Hosszú         | 2 min 3 s 67 |        |
| Berlin    | Chad le Clos | 1 min 49 s 90      | Katinka Hosszú         | 2 min 3 s 36 |        |
| Moscou    | Chad le Clos | 1 min 49 s 83      | Katinka Hosszú         | 2 min 6 s 80 |        |
| Dubaï     | Chad le Clos | 1 min 49 s 07      | Katinka Hosszú         | 2 min 6 s 30 |        |
| Doha      | Chad le Clos | 1 min 50 s 39      | Katinka Hosszú         | 2 min 6 s 60 |        |
| Singapour | Chad le Clos | 1 min 48 s 56 (RM) | Franziska Hentke       | 2 min 4 s 42 |        |
| Tokyo     | Chad le Clos | 1 min 50 s 33      | Katinka Hosszú         | 2 min 4 s 03 |        |
| Pékin     | Chad le Clos | 1 min 51 s 70      | Mireia Belmonte García | 2 min 4 s 20 |        |

### 100 m 4 nages
| Étapes    | Hommes           | Hommes  |                              | Femmes       | Femmes |
| Étapes    | Vainqueur        | Temps   | Vainqueur                    | Temps        |        |
| Eindhoven | George Bovell    | 51 s 15 | Katinka Hosszú               | 57 s 50 (RM) |        |
| Berlin    | Vladimir Morozov | 51 s 13 | Katinka Hosszú               | 57 s 74      |        |
| Moscou    | Vladimir Morozov | 51 s 61 | Rūta Meilutytė               | 58 s 57      |        |
| Dubaï     | Kenneth To       | 51 s 64 | Alia Atkinson                | 58 s 45      |        |
| Doha      | Kenneth To       | 51 s 19 | Katinka Hosszú               | 58 s 43      |        |
| Singapour | Vladimir Morozov | 51 s 36 | Katinka Hosszú               | 58 s 29      |        |
| Tokyo     | Kōsuke Hagino    | 51 s 58 | Katinka Hosszú Alicia Coutts | 57 s 53      |        |
| Pékin     | Vladimir Morozov | 50 s 97 | Alicia Coutts                | 58 s 08      |        |

### 200 m 4 nages
| Étapes    | Hommes        | Hommes        |                | Femmes            | Femmes |
| Étapes    | Vainqueur     | Temps         | Vainqueur      | Temps             |        |
| Eindhoven | Kenneth To    | 1 min 52 s 40 | Katinka Hosszú | 2 min 3 s 20 (RM) |        |
| Berlin    | Kenneth To    | 1 min 52 s 01 | Katinka Hosszú | 2 min 3 s 25      |        |
| Moscou    | Chad le Clos  | 1 min 53 s 04 | Katinka Hosszú | 2 min 6 s 86      |        |
| Dubaï     | Chad le Clos  | 1 min 53 s 21 | Katinka Hosszú | 2 min 6 s 58      |        |
| Doha      | Chad le Clos  | 1 min 53 s 32 | Katinka Hosszú | 2 min 5 s 45      |        |
| Singapour | Chad le Clos  | 1 min 53 s 36 | Katinka Hosszú | 2 min 5 s 33      |        |
| Tokyo     | Kōsuke Hagino | 1 min 51 s 50 | Katinka Hosszú | 2 min 4 s 52      |        |
| Pékin     | Chad le Clos  | 1 min 52 s 60 | Katinka Hosszú | 2 min 5 s 34      |        |

### 400 m 4 nages
| Étapes    | Hommes               | Hommes             |                        | Femmes             | Femmes |
| Étapes    | Vainqueur            | Temps              | Vainqueur              | Temps              |        |
| Eindhoven | Daiya Seto           | 4 min 0 s 37       | Katinka Hosszú         | 4 min 22 s 18 (RC) |        |
| Berlin    | Daiya Seto           | 3 min 58 s 84 (RC) | Katinka Hosszú         | 4 min 20 s 85 (RM) |        |
| Moscou    | Dávid Verrasztó      | 4 min 6 s 92       | Katinka Hosszú         | 4 min 30 s 65      |        |
| Dubaï     | Dávid Verrasztó      | 4 min 5 s 30       | Katinka Hosszú         | 4 min 29 s 09      |        |
| Doha      | Chad le Clos         | 4 min 3 s 23       | Katinka Hosszú         | 4 min 28 s 91      |        |
| Singapour | Thomas Fraser-Holmes | 4 min 1 s 98       | Katinka Hosszú         | 4 min 27 s 60      |        |
| Tokyo     | Chad le Clos         | 3 min 59 s 53      | Katinka Hosszú         | 4 min 25 s 97      |        |
| Pékin     | Thomas Fraser-Holmes | 4 min 4 s 05       | Mireia Belmonte García | 4 min 25 s 23      |        |

### 4 × 50 m (mixte) 4 nages
| Étapes    |           |                    |
| Vainqueur | Temps     |                    |
| Eindhoven | Allemagne | 1 min 39 s 38      |
| Berlin    | Australie | 1 min 40 s 95      |
| Moscou    | Russie    | 1 min 41 s 70      |
| Dubaï     | Australie | 1 min 42 s 31      |
| Doha      | France    | 1 min 39 s 54      |
| Singapour | Australie | 1 min 38 s 02 (RM) |
| Tokyo     | Australie | 1 min 37 s 84 (RM) |
| Pékin     | Australie | 1 min 38 s 23      |

## Légendes
- RC : record de la Coupe du monde FINA
- RE : record d'Europe
- RM : record du monde